# Saint-Gelven
Saint-Gelven is een plaats en voormalige gemeente in het Franse departement Côtes-d'Armor (regio Bretagne) en telt 295 inwoners (1999). De plaats maakt deel uit van het arrondissement Guingamp.

## Geschiedenis
Saint-Gelven is op 1 januari 2017 gefuseerd met de gemeenten Laniscat en Perret tot de gemeente Bon Repos sur Blavet. 

## Geografie
De oppervlakte van Saint-Gelven bedraagt 17,7 km², de bevolkingsdichtheid is 16,7 inwoners per km².
De onderstaande kaart toont de ligging van Saint-Gelven met de belangrijkste infrastructuur en aangrenzende gemeenten.

## Demografie
Onderstaande figuur toont het verloop van het inwonertal.